# 李敦 (阿肯色州)
李敦（英語：Leetown）是位於美國阿肯色州本頓縣的一個非建制地區。該地的面積和人口皆未知。豌豆岭战役第一天的部分战斗在该地进行。

## 历史
李敦由田纳西州的农民约翰·李（John W. Lee）于1840年代建立。小镇在美国内战前没有留下太多记录。南北战争时期，它因为在豌豆岭战役中被联邦军用作野战医院而具有重要的历史意义。战役期间，大多数的建筑物都曾被用作战地医院。早期建筑如今已经不复存在，但早期的围栏和道路都被翻新。当地正在进行着一项修复项目。 

## 地理
李敦的座標為36°25′53″N 94°02′51″W / 36.43139°N 94.04750°W，而該地的平均海拔高度為424米（即1391英尺）。